# Albert Sartiaux
Albert-Henri-Alphonse Sartiaux (1845-1921), polytechnicien et ingénieur des ponts et chaussées, il devient directeur de l'exploitation de la compagnie des chemins de fer du Nord. Il est reconnu comme une personnalité des chemins de fer de son époque. On lui doit notamment la mise en pratique de l'utilisation de l'électricité, et des propositions pour réactiver le projet de tunnel sous la Manche.

## Biographie
Albert Sartiaux est né le 23 juillet 1845 au Cateau-Cambrésis dans le département du Nord. Élève à l'École polytechnique, il est premier de sa promotion. Il entre ensuite à l'école des Ponts et Chaussées avant de devenir ingénieur en chef et commencer sa carrière à la compagnie des chemins de fer du Nord.
Devenu directeur d'exploitation de la compagnie il développera notamment un programme d'application de l'électricité, concernant la signalétique, les appareils de voie et les locomotives.
En 1906, associé à un Anglais, Sir Francis Fox, et conseillé par le géologue Ludovic Breton, il propose un nouveau projet pour le tunnel sous la Manche. Ils reprennent la solution antérieure, présentée comme pertinente, du double tunnel avec des galeries transversales, mais ils innovent en proposant l'utilisation de l'électricité comme énergie pour le matériel roulant moteur en remplacement de la vapeur. Afin de convaincre l'Angleterre, ils imaginent, côté français, un accès au tunnel par l'intermédiaire d'un viaduc pouvant être facilement détruit de la mer en cas de conflit et de menace d'invasion. Mais dès 1907 l'opposition au tunnel reprend de la virulence repoussant à plus tard sa réalisation. 
Il prend sa retraite d'ingénieur des ponts et chaussées en 1917 et meurt à soixante-seize ans, le 10 octobre 1921 à son domicile, à Paris boulevard de Courcelles.

## Publications
- Mathématiques. Sur les points d'inflexion des courbes du 3e ordre, impr. de L. Danel, 1868, 36 p.
- Résumé d'un cours de dessin à l'usage des aspirants au brevet de capacité..., impr. de C. Thomas, 1872, 72 p.
- le chemin de fer à voie étroite de Neuilly en Thelle et Noailles à Beaumont, mémoire, impr. de Payen, 1874, 20 p.
- La Houille et ses produits, conférence faite à la Société d'instruction générale de l'arrondissement de Senlis, impr. de E. Payen, 1874, 45 p.
- Les Chemins de fer au point de vue civil et militaire, conférences, impr. de Payen, 1874, 48 p.
- Instructions pratiques sur l'établissement et l'entretien des plantations de routes, de canaux, d'avenues..., impr. de E. Payen, 1875, 58 p.
- Note sur les essais d'éclairage électrique faits à la gare de La Chapelle depuis le 15 janvier 1875, Dunod, 1878 15 p[6].
- Les Chemins de fer, conférence faite à Lille, le 20 janvier 1884, impr. de L. Danel, 1884, 36 p.
- Note à propos du tunnel sous la Manche, H. Dunod et E. Pinat, 1906, 22 p. Texte en ligne disponible sur LillOnum
- « Le tunnel sous la Manche », dans Revue Politique et Parlementaire, 10 juillet 1906, (article de 68 p.)
- Le Tunnel sous-marin entre la France et l'Angleterre, conférence faite à la Société industrielle du Nord de la France dans sa séance solennelle du 20 janvier 1907, impr. de L. Danel, 1907, 59 p.
- Quelques réflexions sur l'emploi de l'énergie électrique pour la mise en action des engins mécaniques dans les gares, les dépôts, les ateliers, etc, H. Dunod et E. Pinat, 1912, 13 p.
- « Le tunnel sous-marin entre la France et l'Angleterre », dans la Revue des deux Mondes, 1er octobre 1913, p. 54
- « Le tunnel sous la Manche pendant la guerre, après la guerre », dans la Revue des deux Mondes, 15 septembre 1917, p. 365

## Hommage
- Grand'croix de la Légion d'honneur[7]

## Sources
- L'électrification de Paris, avec au verso le portrait d'Albert Sartiaux[8], par Alexandre Charpentier, 1908, plaquette en bronze 11,1x11,1 cm (collection privée).
- Notice nécrologique, mémoire de la Société Historique de Pontoise, tome XXXVIII, 1924 (disponible sur papier[9])